# Roodnekgrondtiran
De roodnekgrondtiran (Muscisaxicola rufivertex) is een zangvogel uit de familie Tyrannidae (tirannen).

## Verspreiding en leefgebied
Deze soort komt voor van Peru tot Chili en Argentinië en telt vier ondersoorten:
- M. r. occipitalis: Peru (niet zuidwest) en noordwestelijk Bolivia.
- M. r. pallidiceps: zuidwestelijk Peru, zuidwestelijk Bolivia, noordelijk Chili en noordwestelijk Argentinië.
- M. r. achalensis: centraal Argentinië
- M. r. rufivertex: centraal Chili en westelijk Argentinië.

## Status
De grootte van de populatie is niet gekwantificeerd maar de soort wordt omschreven als vrij algemeen. Op de Rode lijst van de IUCN heeft deze soort de status niet bedreigd.